# Huân chương Hữu nghị
Huân chương Hữu nghị là một loại huân chương của Nhà nước Cộng hòa Xã hội Chủ nghĩa Việt Nam, được đặt ra theo Luật Thi đua - Khen thưởng (ban hành ngày 26 tháng 11 năm 2003); để tặng hoặc truy tặng cho người nước ngoài, tặng cho tập thể người nước ngoài có những đóng góp to lớn trong xây dựng, củng cố và phát triển tình hữu nghị giữa Việt Nam và các nước trên thế giới. Huân chương Hữu nghị không chia hạng. Thẩm quyền tặng, truy tặng Huân chương Hữu nghị do Chủ tịch nước quyết định.

## Mô tả
Huân chương Hữu nghị gồm có 3 phần:
- Cuống Huân chương viền ngoài màu vàng, trong bằng tơ Rayon dệt màu đỏ cờ, có hai vạch vàng, cốt bằng đồng đỏ mạ vàng hợp kim Nico dày 3 micron; kích thước 28mm x 14mm.
- Dải Huân chương hình chữ A cách điệu, bằng tơ Rayon dệt màu đỏ cờ, có hai vạch vàng, cốt bằng đồng đỏ mạ vàng hợp kim Nico dày 3 micron; kích thước 28mm x 51mm x 41mm x 51mm.
- Thân Huân chương hình sao vàng năm cánh cách điệu màu vàng, giữa có hai bàn tay bắt tay nhau trên hình quả địa cầu, phía trên có dòng chữ "Huân chương Hữu nghị" (màu đỏ), phía dưới có dòng chữ "Việt Nam" (màu vàng) đặt trên bánh xe lịch sử và hai cành tùng hai bên. Đường kính ngoại tiếp năm đỉnh sao bằng 44mm, chất liệu bằng đồng đỏ mạ vàng hợp kim Nico dày 3 micron.

## Đối tượng và tiêu chuẩn khen thưởng
Huân chương Hữu nghị để tặng hoặc truy tặng cho cá nhân và tổ chức nước ngoài đạt các tiêu chuẩn sau đây:
1. Có tinh thần đoàn kết hữu nghị, tôn trọng chủ quyền, luật pháp và phong tục tập quán Việt Nam.
2. Có đóng góp lớn trong công cuộc xây dựng và phát triển kinh tế - xã hội, an ninh, quốc phòng Việt Nam, có nhiều thành tích trong việc củng cố và phát triển mối quan hệ hữu nghị và sự hợp tác tốt đẹp trên các lĩnh vực chính trị, kinh tế, quốc phòng, an ninh, ngoại giao, khoa học kỹ thuật, công nghệ, bảo vệ môi trường, văn hoá và xã hội giữa Việt Nam với các nước, các khu vực, liên khu vực, các tổ chức nước ngoài, các tổ chức quốc tế.